# Alexander Krüger
Alexander Krüger (* 7. April 1969 in Kronach) ist ein ehemaliger deutscher Basketballspieler.

## Laufbahn
Der in Kronach geborene Krüger wuchs in Bamberg auf und spielte in der Jugend des FC Bamberg. Im Alter von 17 verbrachte er als Austauschschüler ein Jahr an der Hopkinsville High School im US-Bundesstaat Kentucky.
1989 wechselte er aus Bamberg zum Bundesligisten TV Langen. Er stieg mit den Hessen in die 2. Basketball-Bundesliga ab und 1991 prompt wieder auf. In der 1991/92 verpasste er mit Langen abermals den Klassenerhalt in der 1. Bundesliga. Anschließend verließ er den Verein und ging zum Studium in die Vereinigten Staaten ans Oregon Institute of Technology und gehörte bis 1996 auch zur Basketball-Mannschaft der Hochschule.
Nach seiner Rückkehr nach Deutschland spielte er für Steiner Bayreuth in der Bundesliga. Später wechselte er nach Nürnberg.
Beruflich wurde Krüger bei Adidas tätig und arbeitete als Landestrainer für den Bayerischen Basketball-Verband. Er gehörte 2002 zu den Gründern des Nürnberger Vereins Franken Hexer, war Trainer und bis zum Frühjahr 2010 Sportdirektor der Hexer. 2008 übernahm er zusätzlich das Traineramt bei der Herrenmannschaft der Hexer in der 2. Bundesliga ProB und hatte dieses bis Oktober 2009 inne.
Zwischenzeitlich, nämlich im Spieljahr 2005/06 gehörte Krüger zudem zum Trainerstab des Zweitligisten TSV Breitengüßbach: Zunächst war er dort als Assistenztrainer im Amt, ehe er im Dezember 2005 auf den Cheftrainerposten rückte.
Für den Deutschen Basketball Bund (DBB) war Krüger 2005 und 2006 als Co-Trainer der U18-Nationalmannschaft tätig. In den Jahren 2007 und 2008 betreute er die deutsche U16-Nationalmannschaft als Cheftrainer. Bis Sommer 2010 war Krüger Landestrainer beim Bayerischen Basketball Verband.